# Панургово стадо

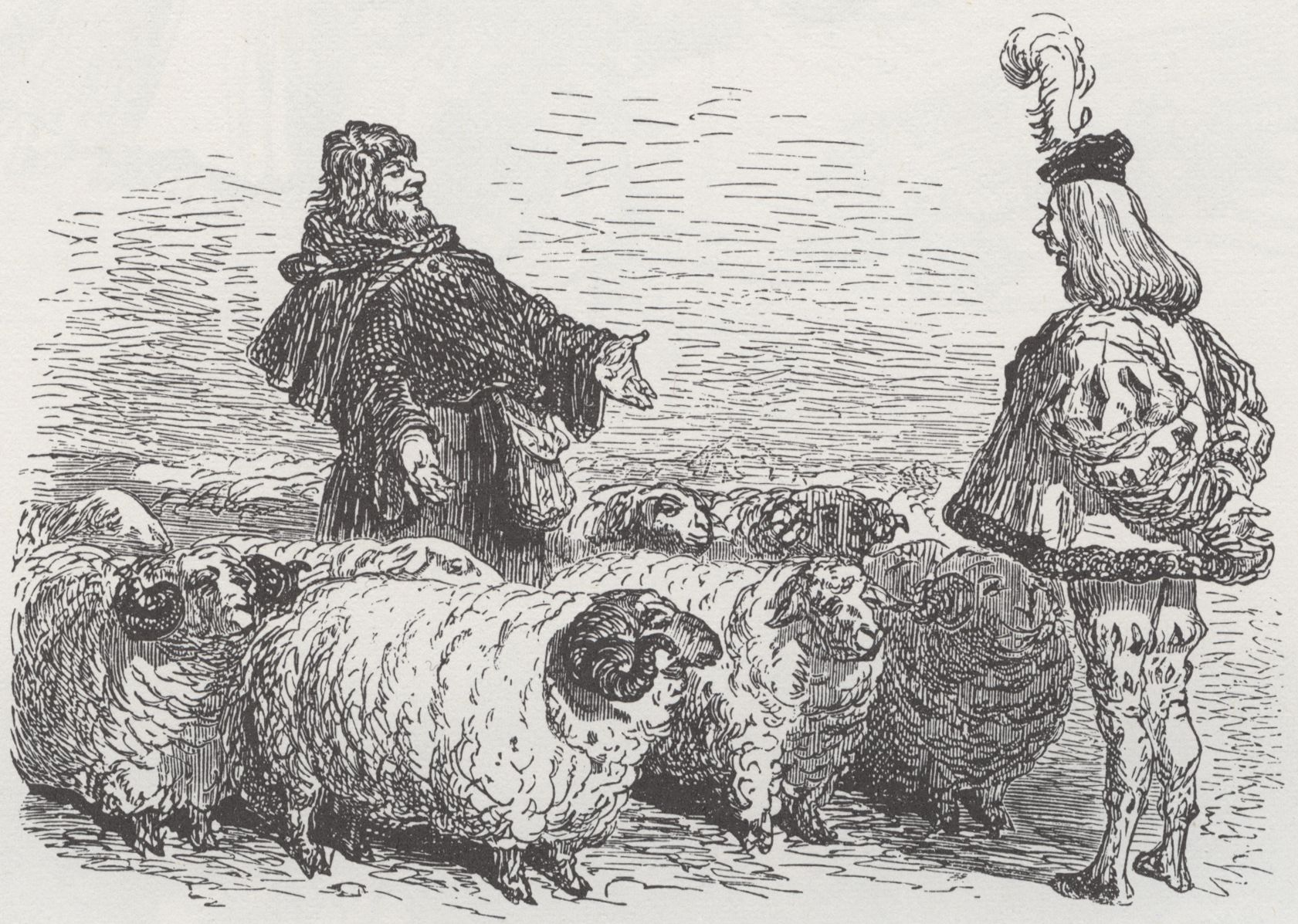
Индюшонок и Панург (иллюстрация Гюстава Доре)

Панургово стадо (фр. mouton de Panurge) — выражение, обозначающее группу людей, которая слепо подчиняется своему лидеру, копируя его поведение или повинуясь его воле. При этом такая покорность может приводить к самым печальным последствиям.
Своим появлением «панургово стадо» обязано французскому писателю Франсуа Рабле.

## Возникновение
В четвёртой книге «Гаргантюа и Пантагрюэля» Рабле один из главных героев, Панург, поссорился с купцом по прозвищу Индюшонок (фр. Dindenault). После показного примирения, устроенного по просьбе Пантагрюэля, Панург стал торговать у купца какого-то из его баранов. Заплатив требуемую цену, Панург выбрал из стада барана «самого красивого и крупного». Пока купец хвастался удачно заключённой сделкой

…Панург, не говоря худого слова, швырнул кричавшего и блеявшего барана прямо в море. Вслед за тем и другие бараны, кричавшие и блеявшие ему в лад, начали по одному скакать и прыгать за борт. Началась толкотня — всякий норовил первым прыгнуть вслед за товарищем. Удержать их не было никакой возможности — вы же знаете баранью повадку: куда один, туда и все.
«Гаргантюа и Пантагрюэль», книга четвёртая, глава VIII

Пытаясь спасти своё имущество, утонул и сам Индюшонок.

## Примеры использования
Фигаро (стараясь вывернуться). Понял… понял… А что он поет?
Граф (сухо). Он ничего не поет, он говорит, что это он прыгнул на левкои.
Фигаро (задумчиво). Ну, если он сам говорит… тогда это возможно! Не берусь судить о том, чего не знаю.
Граф. Так, значит, и вы, и он…
Фигаро. А что ж тут особенного? Охота прыгать заразительна. Вспомните панургово стадо. Притом, когда вы изволите гневаться, всякий готов очертя голову…
Граф. Как же так, два человека сразу?
Фигаро. Тут не то что два, а и двадцать два выпрыгнут. Да и что за беда, ваше сиятельство, раз никто не пострадал?
Пьер Огюстен Бомарше, «Безумный день, или Женитьба Фигаро» (действие четвёртое)

По признанию П. Д. Боборыкина, моделью одного из главных типов дельцов — Саламатова — в романе «Дельцы» ему послужил знаменитый уже в начале 1860-х гг. Н.Н. Сущов. Сущов играл видную роль в предприятиях 60-х — 70-х гг. прежде всего как юрист, составляя уставы и ходатайствуя по делам новообразованных акционерных компаний, и в последующие годы участвуя в их органах управления. Сущов умел на акционерных собраниях оборвать протестующего и вести «панургово стадо акционеров» в нужном ему направлении… В отношении казны Сущов имел устойчивое представление, выражавшееся его фразой: «Да ведь казна на то и создана, чтобы воровать у ней. Кто же её не обворовывает!»
Сергей Лебедев, «С.-Петербургский международный коммерческий банк во второй половине XIX века: европейские и русские связи»

## Комментарии
1. ↑  Дело происходило на корабле.